# The Death Dance
The Death Dance è un film muto del 1918 diretto da J. Searle Dawley. Prodotto e distribuito dalla Select Pictures Corporation, aveva come interpreti Alice Brady, H.E. Herbert, Mahlon Hamilton, Robert Cain.

## Trama
Dopo aver scoperto che la moglie Cynthia lo tradisce con un ballerino, Arnold Maitland decide di divorziare per sposare Flora Farnsworth, una danzatrice che lavora nello stesso locale di Boresky, l'amante di Cynthia. Maitland, però, resta ucciso in un incidente. Cynthia, che ormai si è stancata di Boresky, diventa gelosa di Flora quando la ballerina si fidanza con il socio del marito morto, Philip Standish, sul quale Cynthia aveva puntato le sue mire. Furiosa, la donna spinge l'amante a pugnalare Flora durante un numero di danza. Philip, però, resosi conto di ciò che sta per accadere, interviene, salvando Flora. Boresky si uccide.

## Produzione
Il film fu prodotto dalla Select Pictures Corporation.

## Distribuzione
Il copyright del film, richiesto dalla Select Pictures Corp., fu registrato il 9 luglio 1918 con il numero LP12644.
Distribuito dalla Select Pictures Corporation, il film uscì nelle sale cinematografiche statunitensi nel luglio 1918. In Francia, fu distribuito il 21 maggio 1920 con il titolo La Danse tragique.